# Conversos
Španělský výraz Conversos (španělská výslovnost komˈbersos) je užíván pro židy či muslimy nebo jejich potomky, kteří konvertovali ke katolictví ve Španělsku a Portugalsku, obzvláště během 14. a 15. století. Femininum je conversa.
V doslovném překladu se jedná o konvertitu (z latinského conversio, „obrácení“).

## Historie
Masové konverze se konaly pod velkým vládním nátlakem. Granadská smlouva v roce 1491 vyhlásila nad posledním poraženým státem Al-Andalus ochranu náboženských práv, ale dekretem z Alhambry (1492) začal prudký obrat.
Conversos byli předmětem podezírání a až šikanování ze strany obou komunit, té, kterou opouštěli, i té, ke které se připojovali. Jak křesťané, tak i druhá komunita, je nazývali tornadizo (renegát, odpadlík). Jakub I., Alfons X. a Jan I. vydali zákony zakazující používání takových označení. To byla jen část široké královské ochrany, která se conversos dostávala, podobně jako zákony na ochranu jejich vlastnictví, zakazování pokusů o jejich opětovnou konverzi (rekonvertování) a regulace chování samotných conversos, která je měla chránit před nařčením z falešné konverze či naopak před zpětnou konverzí k původnímu náboženství; jedním z opatření byl dokonce i zákaz večeření spolu s židy.
Conversos neměli rovnoprávné postavení s ostatními skupinami obyvatelstva. Alfons VII. zakazoval „nedávno konvertovaným“ držet úřady v Toledu. Mezi křesťanskou světskou a náboženskou elitou měli jak podporovatele, tak i ostré odpůrce. Conversos se v iberských královstvích dostávali do nejrůznějších pozic, od biskupa až po královskou milenku, což ukazovalo jistý stupeň jejich všeobecného přijetí. A přece se stávali cílem příležitostných pogromů, většinou v období extrémní sociální tenze (zejména za epidemií či po zemětřesení). Byli častým předmětem vyšetřování španělské a portugalské inkvizice.

## Podíl conversos na populaci
Podle studie z prosince 2008 zveřejněné časopisem American Journal of Human Genetics má 19,8 % dnešních Španělů (a Portugalců) DNA, která odráží sefardské předky (zatímco 10,6 % má DNA odrážející maurské předky). Výsledky odkazující na sefardský původ jsou v kontradikci  či nejsou podporovány jinými genetickými studiemi obyvatelstva na Iberském poloostrově a byly relativizovány i samotnými autory studie a Stephenem Oppenheimerem, jenž odhaduje, že mnoho předešlých migračních pohybů do Španělska, již od dob před 5 000 až 10 000 lety, přicházelo z východního Středomoří a mohlo přinášet podobný genetický základ jako mají Sefardi. Stejní autoři v další studii (říjen 2008) přiřazovali většinu těchto rodových linií na Iberském poloostrově a Baleárských ostrovech k fénickému původu. Zbytek genetických studií provedených ve Španělsku odhaduje tento příspěvek různě od 2,5/3,4 % do 7,7 %.